# Adoor
Adoor – miasto w Indiach, w stanie Kerala. W 2011 roku liczyło 29 171 mieszkańców. Siedziba malankarskiej diecezji Adoor-Kadampanad.